# Paul Chalfin
Paul Chalfin (New York, 2 novembre 1874 – Clifton, 16 febbraio 1959) è stato un architetto e interior designer statunitense.
Nel 1894 Chalfin iniziò i suoi studi all'Università di Harvard; due anni dopo cominciò a studiare pittura. Conseguito il diploma nel 1898, fu ammesso all'École des Beaux-Arts a Parigi, dove studiò con Jean-Léon Gérôme.
Il suo lavoro più importante fu l'ideazione della Villa Vizcaya a Miami.
| Controllo di autorità | VIAF (EN) 33165292 · ISNI (EN) 0000 0000 6686 8305 · Europeana agent/base/31751 · ULAN (EN) 500012287 · LCCN (EN) nr2007003759 · GND (DE) 132640139 |